# داسو (شورای اتحادیه)
داسو (به انگلیسی: Dassu) یک منطقهٔ مسکونی در پاکستان است که در خیبر پختونخوا واقع شده‌است.